# Ахмад ан-Насір
Ахмад ан-Насір (араб. شهاب الدين أحمد; помер 1344) — мамелюкський султан Єгипту з династії Бахрітів. Повне ім'я Аль-Насір Шихаб ад-Дін Ахмад ібн Мухаммад. Прийшов до влади в результаті заколоту мамелюків, результатом якого стало усунення з престолу малолітнього Куджука та фактичного правителя країни — Каузуна.
Син султана Мухаммада I ан-Насір і рабині-співачки Баяд. Народився у 1316 або 1318 році. Баяд та аль-Насір пізніше розлучилися, і мати вийшла заміж за еміра Маліктамура аль-Сарджувані. Замолоду Ахмад за наказом батька часто проводив час під наглядом Багадура аль-Бадрі у пустельній фортеці Ель-Карак — фактично приватну академію для молодих мамлюцьких емірів, де вони могли здобувати та вдосконалювати лицарські навички. Його вперше відправили туди у 1324 році, щоб розпочати навчання верховій їзді та полюванню. Потім у квітні 1326 року, залишившись ймовірно у Ель-Караку до 1331 року.
У травні 1331 року Ахмада було відкликано до Каїра, де його було призначено еміром 30 вересня з великою пишністю та святкуваннями. Наступного дня Ахмад виїхав з Каїра до Ель-Карака. Цього ж року помирає його мати. У 1332 році Ахмад та його брат Абу Бакр мали супроводжувати свого батька до Мекки для хаджу, але в останню хвилину аль-Насір відправив Ахмада, Абу Бакра до Ель-Карака під опікою Маліктамура. Про життя Ахмада до 1337 роком нічого не відомо.
Ахмада відкликав до Каїра в 1337 році його батько після того, як останній дізнався, що Ахмад тісно спілкувався з простолюдинами. У Каїрі Ахмада оженили на доньці Захірбуги Таїрбуги, одного з провідних емірів султана. Невдовзі Ахмад став наїбом (губернатором) фортець Ель-Карак і Еш-Шубак, хоча ан-Насір Мухаммад призначив устадара (маджордома) еміра Зумурруді для нагляду за ним. Невдовзі Зумурруді доповів ан-Насіру, що Ахмад поводився погано, одягався як бедуїн і проводив багато часу, випиваючи з бедуїнським хлопцем Шухайбом, в якого Ахмад закохався. У березні 1339 року султан повернув сина до столиці, а Шухайба ув'язнили. У відповідь Ахмад оголосив голодування. Зрештою коханця останнього було звільнено, а також надано 40 мамлюків. Разом з тим султан відмомвся від думки зробити Ахмада своїм спадкоємцем.
1341 року його знову було призначено наїбом Ель-Карак. Того ж року помирає батько й новим султаном стає зведений брат Аль-Мансур Абу Бакр. Але фактичним правителем став емір Каузун, що отримав титул мудаббір аль-даула (на кшталт регента). Але через 2 місяці останній повалив і стратив Абу Бакра. За цим у вересні 1341 року став вимагати прибуття Ахмада до Каїра начебто, щоб перебрати владу. Ахмад відмовився, а натомість надіслав листи мамлюцьким емірам Сирії з проханням про їхню підтримку проти Каузуна, який почав облогу Ель-Карака. Через 20 діб командир військ, що здійснювали облогу, емір Кутлубуга аль-Фахрі перейшов на бік Ахмада. Також про підтримку останнього оголосив Таштемур, наїб Алеппо. Більшість сирійських емірів оголосили Ахмада султана, що прийняв титул ан-Насір. Лише Алтунбуга ас-Саліхі, наїб Дамаску, оголосив про вірність султану Куджуку аль-Ашрафу, якого поставив на трон Каузун. Зрештою війська залишили Алтунбугу, який втік до Каїру. Ахмад призначив Таштемура командувачем в поході на Каїр, а Кутлубугу — намісником Сирії. В розпал цих подій еміри вбили Шухайбу.
1342 року внаслідок змови Каузуна було арештовано в Александрії, а 21 січня — султана Куджука в Каїрі. за цим єгипетські еміри запросили Ахмада на трон. У Каїрі Ахмад не брав участі у бенкеті та публічній молитві під час свята Ід аль-Фітр. Він оточив себе групою прихильників з Ель-Карака, відмовився зустрічатися безпосередньо з мамлюцькими емірами Єгипту, уникав публічних подій і загалом був усамітненим. Він наказав стратити Каузуна та Алтунбугу, а також намісника Куса, який наглядав за стратою Абу Бакра. При цьому Таштемур набув значної влади, що викликало невдаволення емірів. Але вже у травні Ахмад арештував таштемура і Кутлубугу.
Невдовзі переніс свою резиденцію до Ель-Кераку, а халіфу Аль-Хакіму II наказав прибути до Гази. Найдовіренішею особою стає Баліг ібн Юсуф ібн Тайї, командувач арабських військ Ель-Караку. Мамлюки Єгипту неодноразово просили його повернутися до Каїра, але він щоразу відмовлявся. Також султан стратив Таштемура і Кутлубугу, що викликало невдаволення усіх емірів. 1342 року внаслідок змови емірів новим султаном було оголошено зведеного брата Ахмада — Ісмаїла. Але Ахмад зберігав потужні сили в Ель-Караку. Проти нього було відправлено 7 походів, але без успіху через підтримку Ахмада серед місцевих бедуїнських племен. Влітку 1344 року Баліг ібн Юсуф перейшов на бік султана Ісмаїла, завдяки чому 4 липня емір Санджар аль-Джаулі увірвався до Ель-Караку. Ахмад потрапив у полон, де йому 16 липня було відрубано голову, яку було виставлено в Цитаделі Каїру. Його тіло було поховано біля підніжжя Ель-Карак.